# Palazzo Barbantini-Koch

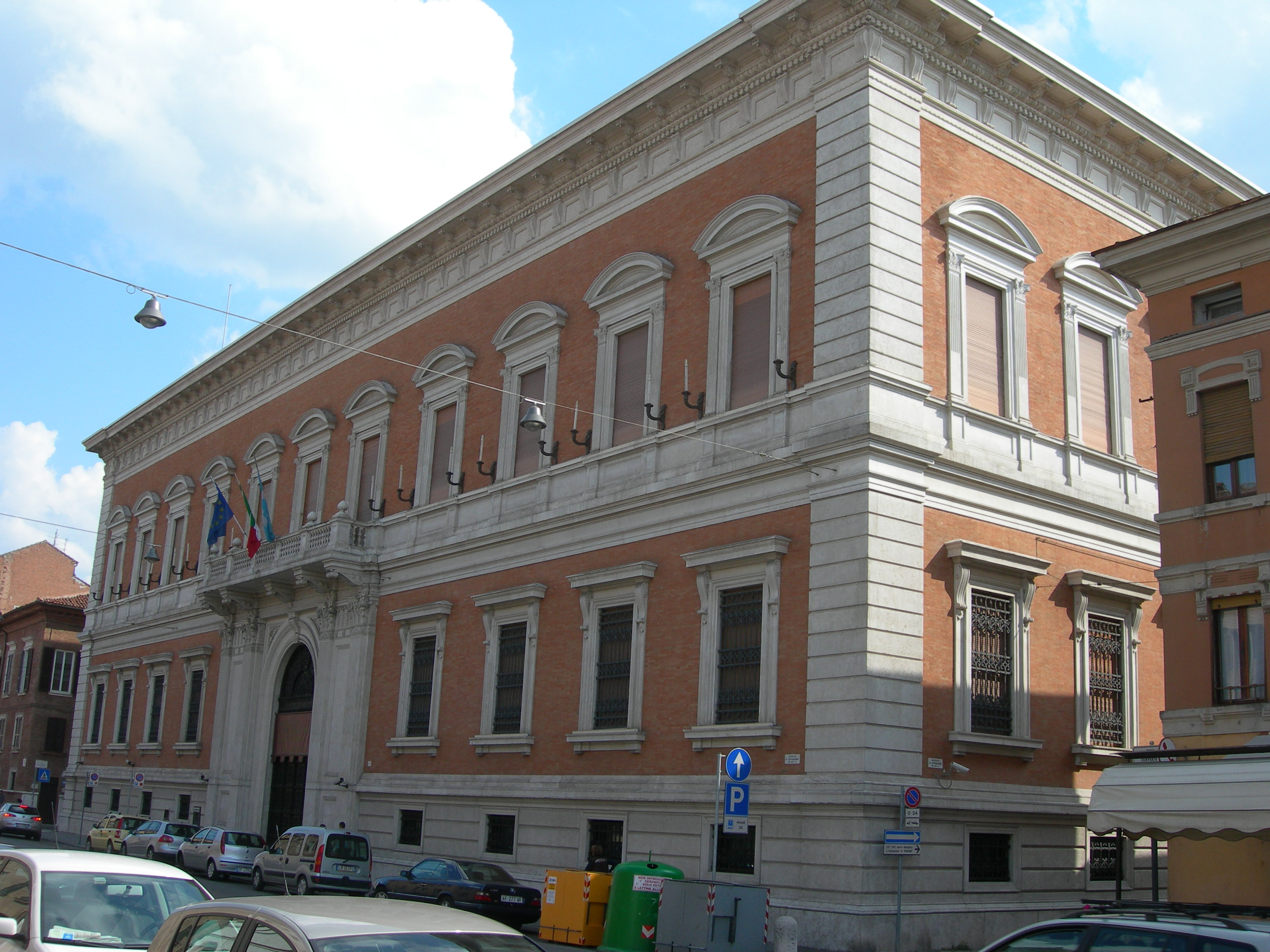
Palazzo Barbantini-Koch

Der Palazzo Barbantini-Koch ist ein Palast des 20. Jahrhunderts in Ferrara in der italienischen Region Emilia-Romagna. Er liegt am Corso della Giovecca 108 und ist der Sitz der örtlichen Direktion der BPER Banca.
Das Gebäude ist im Stil der Neurenaissance gehalten und reich an Marmordekorationen.

## Geschichte
Der Palast wurde 1907–1910 von Bauingenieur Luigi Barbantini unter Leitung des Architekten Gaetano Koch entworfen. 1910 wurde das Gebäude von König Viktor Emanuel III. eingeweiht. Ursprünglich war der Palast Sitz der Sparkasse Ferrara und wurde später an die BPER Banca übertragen.
Unter den Werken, die im Inneren des Palastes erhalten sind, zählt auch das Bild Ritratto del comandante Gabriele Tadino (dt.: Porträt des Kommandanten Gabriele Tadino), das auf 1538 datiert und Tizian zugeschrieben wird. Es gehörte einst zur Sammlung der Sparkasse Ferrara.